# 芒底语
芒底语（自称：lo21 lo33 pɑ̠21）是中国云南一种彝语支语言。临沧市耿马傣族佤族自治县贺派乡芒底村和沧源县共有约3千使用者。